# Stefan Grohé
Stefan Grohé (* 1964) ist ein deutscher Kunsthistoriker und Hochschullehrer. Er ist seit 2004 Professor für allgemeine Kunstgeschichte mit einem Schwerpunkt auf der Kunst der Frühen Neuzeit an der Universität zu Köln und bekleidet seit 2021 wiederholt das Amt des Dekans der Philosophischen Fakultät der UzK.

## Leben
Nach dem Studium der Kunstgeschichte, Neueren Geschichte und Neueren Deutschen Literatur in Bonn, Wien, Utrecht und Bochum war er von 1992 bis 1994 Wissenschaftlicher Mitarbeiter am Kunstgeschichtlichen Institut der Ruhr-Universität Bochum. Dort wurde er 1994 mit der Arbeit „Rembrandts mythologische Historien“ zum Dr. phil. promoviert. Grohé war von 1994 bis 2000 Wissenschaftlicher Assistent am Kunsthistorischen Seminar der Friedrich Schiller-Universität Jena, wo er sich 2000 mit einer Schrift zum Thema „Paragone um 1900. Maler-Bildhauer und die Geschichte der modernen Skulptur“ habilitierte. 2000 war er Fellow am Sterling & Francine Clark Art Institute in Williamstown, Massachusetts. Er vertrat von 2000 bis 2002 den Lehrstuhl für Kunstgeschichte der Universität Augsburg und war 2002 Oberassistent am Kunsthistorischen Seminar der Friedrich Schiller-Universität Jena. 2002 bis 2004 war er Hochschuldozent am Kunsthistorischen Institut der Universität zu Köln. Seit 2004 ist Grohé dort Professor für Allgemeine Kunstgeschichte.
2013 bis 2017 war er Dekan der philosophischen Fakultät der Universität zu Köln. 2021 trat er seine zweite Amtszeit als Dekan an.
Ein historischer Schwerpunkt seiner Forschung liegt in der Kunst der Frühen Neuzeit im Bereich der Niederländischen Malerei des 16. und 17. Jahrhunderts sowie in der Malerei und Skulptur des 19. Jahrhunderts.

## Schriften
Monographien
- Das Bauhaus in Weimar 1919–1925, Blätter zur Landeskunde, Thüringen, 1995
- Rembrandts mythologische Historien, Köln/Weimar/Wien 1996
- Paragone um 1900. Maler-Bildhauer und die Geschichte der modernen Skulptur, Habilitationsschrift Jena 2000
- Stillleben. Meisterwerke der holländischen Malerei, München 2004

Sammelschriften
- Michael Fehr/Stefan Grohé (Hrsg.), Geschichte Bild Museum. Zur Darstellung von Geschichte im Museum, Köln 1989

- Stefan Grohé (Hrsg.), Das Ernst Abbe-Denkmal, Gera/Arnstadt 1996 (Minerva. Jenaer Schriften zur Kunstgeschichte, Bd. 4)
- Michael Diers, Stefan Grohé, Cornelia Meurer (Hrsg.), Der Turm von Jena. Architektur als Zeichen, Jena 1999 (Minerva. Jenaer Schriften zur Kunstgeschichte, Bd. 9)
- Cornelia Meurer, Armin Huber, Stefan Grohé et al., Architektur und Städtebau. Das Büro Schreiter & Schlag, Jena 1999
- Ekaterini Kepetzis, Stefanie Lieb, Stefan Grohé (Hrsg.), Kanonisierung, Regelverstoß und Pluralität in der Kunst des 19. Jahrhunderts, Frankfurt/M. u. a. 2007

Aufsätze
- "Neue Arbeiten von Josef Müller und Wolf-Diethard Lipka", in: Duisburger Journal 9/1988, S. 24f.
- Erinnern als Handlung. Zu einigen Aspekten von Sigrid Sigurdssons "Vor der Stille" und Siah Armajanis "Sacco und Vanzetti-Leseraum". In: Gedächtnisbilder. Vergessen und Erinnern in der Gegenwartskunst, hrsg. v. Kai-Uwe Hemken, Leipzig 1996, S. 156–168
- Zur Geschichte des Jenaer Ernst Abbe-Denkmals. In: Stefan Grohé (Hrsg.), Das Ernst Abbe-Denkmal, Gera/Arnstadt 1996 (Minerva. Jenaer Schriften zur Kunstgeschichte, Bd. 4), S. 8–35
- Max Klingers Abbe-Herme – Ein Denkmal im Denkmal. In: Stefan Grohé (Hrsg.), Das Ernst Abbe-Denkmal, Gera/Arnstadt 1996 (Minerva. Jenaer Schriften zur Kunstgeschichte, Bd. 4), S. 72–93
- „Fiat lux“ – Das Universitätshochhaus als Leucht-Turm. In: Michael Diers, Stefan Grohé, Cornelia Meurer (Hrsg.), Der Turm von Jena. Architektur als Zeichen, Jena 1999 (Minerva. Jenaer Schriften zur Kunstgeschichte, Bd. 9), S. 81–85
- Kinobauten und Planetarium. In: Cornelia Meurer, Armin Huber, Stefan Grohé et al. (Hrsg.), Architektur und Städtebau. Das Büro Schreiter & Schlag, Jena 1999, unpag.
- Max Klinger, Harry Graf Kessler und das Neue Weimar. In: Aufstieg und Fall der Moderne, Ausst.-Kat. Weimar (Kunstsammlungen zu Weimar) 1999, S. 174–181
- Die Verfügbarkeit der Bilder. Museen und Medien. In: Götz-Lothar Darsow (Hrsg.), Metamorphosen. Gedächtnismedien im Computerzeitalter, Stuttgart 2000 (frommann-holzboog: ästhetik; 1), S. 151–173
- Rembrandt en de klassieke mythologie/Rembrandt and classical mythology. In: Griekse Goden en Helden in de tijd van Rubens en Rembrandt/Greek Gods and Heroes in the Age of Rembrandt and Rubens, Ausst.-Kat. Dordrecht (Dordrechts Museum)/Athen (National Gallery) 2000, S. 87–105
- Nacktheit und Aktbild seit der Renaissance. In: Jirina van Leeuwen-Turnovcovà u. a. (Hrsg.), Gender-Forschung in der Slawistik. Beiträge der Konferenz Gender – Sprache – Kommunikation – Kultur, 28. April bis 1. Mai 2001, Wien 2002 (= Wiener Slawistischer Almanach, Sonderband 55), S. 501–528
- Das Goldene Zeitalter der niederländischen Malerei. In: Kunsthistorische Arbeitsblätter 7/2002, S. 47–60
- Auslandsstudium. In: Kunsthistorische Arbeitsblätter 2/2003, S. 31–34
- Körperbeherrschung. Der Maler Matisse zitiert den Bildhauer Matisse. In: Henri Matisse. Figur, Farbe, Raum. Ausst.-Kat. Düsseldorf (K20 Kunstsammlung NRW) 2005, S. 305–310
- Grenzen der Kanonisierung – Maler-Bildhauer und ihre Stellung in der Historiographie der Skulptur. In: Ekaterini Kepetzis, Stefanie Lieb, Stefan Grohé (Hrsg.), Kanonisierung, Regelverstoß und Pluralität in der Kunst des 19. Jahrhunderts, Frankfurt/M. u. a. 2007, S. 40–55
- Bruyn. Maler für Köln. In: Renaissance am Rhein. Ausst.-Kat. Bonn (LVR-Landesmuseum) 2010, S. 104–119